# Lladó
Lladó település Spanyolországban, Girona tartományban. Lladó Cistella, Navata és Cabanelles községekkel határos. Lakosainak száma 829 fő (2024).

## Népesség
A település népessége az elmúlt években az alábbi módon változott:
| Lakosok száma | 536  | 1147 | 919  | 736  | 493  | 561  | 682  | 767  | 818  | 829  |
|               | 1717 | 1887 | 1936 | 1960 | 1986 | 2004 | 2009 | 2014 | 2019 | 2024 |